# بخش استوکس (منطقه لوگان، اوهایو)
بخش استوکس (به انگلیسی: Stokes Township) یک منطقهٔ مسکونی در ایالات متحده آمریکا است که در شهرستان لوگان، اوهایو واقع شده‌است.
 بخش استوکس ۹۹٫۰ کیلومتر مربع مساحت و ۴٬۶۱۳ نفر جمعیت دارد و ۳۰۲٫۰۶ متر بالاتر از سطح دریا واقع شده‌است.